# Ugo Chiti

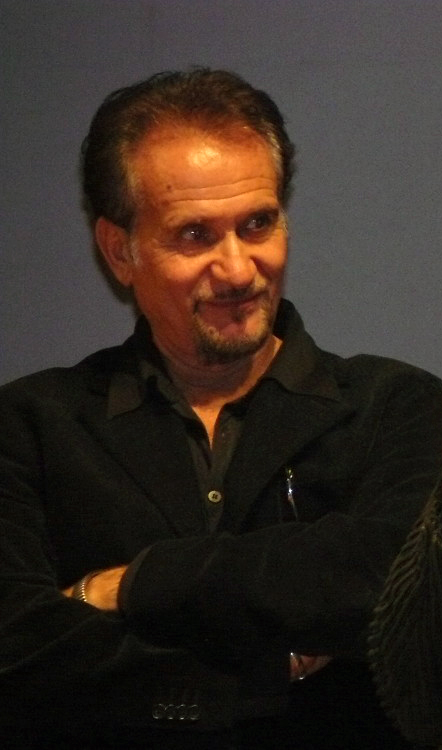
Ugo Chiti (2007)

Ugo Chiti (* 13. Februar 1943 in Tavarnelle Val di Pesa, Provinz Florenz) ist ein italienischer Drehbuchautor und Filmregisseur.

## Leben
Chiti gehörte 1970 zu den Gründern des Teatro in Piazza, das sich Volksstücken und der Mundart verschrieb. Ab 1982, nachdem er bereits zwei Filme ausgestattet hatte, war er Regisseur des von ihm ins Leben gerufene Arca Azzurra Teatro, mit dem er Stücke wie Visita a Kafka oder eigene Werke wie La provincia di Jimmy und viele andere aufführte.
1986 bis 1988 mit weiteren Bühnenbildern beim Film beschäftigt, schrieb er ab 1990 eine erkleckliche Anzahl an Drehbüchern, oft für Francesco Nuti, aber auch für Alessandro Benvenuti und Giovanni Veronesi. 2008 schrieb er mit Gomorra einen überragenden und vielfach ausgezeichneten Film. 1996 und 1998 inszenierte er auch zwei Filme: Albergo Roma nach seinem Bühnenstück Allegretto… per bene ma non troppo und die Geschichte einer alleinerziehenden Mutter im Italien der 1950er Jahre, La seconda moglie.
Mehrfach wurden Chitis Drehbücher ausgezeichnet.

## Filmografie (Auswahl)
- 1994: Liebe Cousine (Belle al bar)
- 2005: Handbuch der Liebe (Manuale d'amore)
- 2008: Gomorrha – Reise in das Reich der Camorra (Gomorra)
- 2009: Italians (Italians)
- 2018: Dogman
- 2020: Du hast das Leben vor dir (La vita davanti a sé)

## Auszeichnungen
- 1994, 2003, 2009: dreimal den David di Donatello für Per amore, solo per amore, L'inbalsamatore, Gomorra
- 1995, 2006: zweimal das Nastro d’Argento für Belle al bar, Manuale d'amore
- 1996: Kodak Award beim Filmfestival Venedig für Albergo Roma
- 2008: Silberner Hugo des Chicago International Film Festival für Gomorra
- 2008: European Film Award für Gomorra